# Верона (Пенсилванија)
Верона (енгл. Verona) град је у америчкој савезној држави Пенсилванија.

## Демографија
По попису из 2010. године број становника је 2.474, што је 650 (-20,8%) становника мање него 2000. године.
| Група             | 2000.         | 2010.         |
| Белци             | 2.983 (95,5%) | 2.190 (88,5%) |
| Афроамериканци    | 96 (3,1%)     | 193 (7,8%)    |
| Азијати           | 11 (0,4%)     | 4 (0,2%)      |
| Хиспаноамериканци | 10 (0,3%)     | 54 (2,2%)     |
| Укупно            | 3.124         | 2.474         |